# Federico De Franchi Toso (1642-1734)
Il Serenissimo Federico De Franchi Toso (Genova, 1642 – Genova, 1734) fu il 136º doge della Repubblica di Genova e re di Corsica.

## Biografia

Stemma nobiliare dei Toso

Figlio di Cesare Franchi de Candia e nipote del nonno omonimo (doge nel biennio 1623-1625) e degli zii dogi Gerolamo e Giacomo, nacque a Genova intorno al 1642 e fu battezzato nella basilica di Santa Maria delle Vigne.
Improntò la sua carriera nell'arte della guerra tanto che per la Repubblica di Genova ebbe tra i suoi principali incarichi quello di responsabile degli armamenti, provveditore dei Triremi e capitano del capitaneato del Bisagno. Assunse anche ruoli pubblici e di stato nel magistrato dei Cambi e nel magistrato degli Olii e caritatevoli come protettore dell'ospedale di Pammatone.
Tra le sue ambascerie vi fu l'accoglienza a Genova del sovrano spagnolo Filippo V diretto in terra di Spagna.
Il 7 giugno 1701 il Gran Consiglio lo nominò nuovo doge di Genova: il novantunesimo in successione biennale e il centotrentaseiesimo nella storia repubblicana. In qualità di doge fu investito anche della correlata carica biennale di re di Corsica. Non si conoscono dettagli o fatti principali del suo mandato biennale che terminò, come da naturale scadenza, il 7 giugno 1703.
Dopo la parentesi dogale, Federico De Franchi servì lo stato genovese nel ruolo di preside dei magistrati degli Inquisitori e della Guerra e protettore del Collegio del Bene (1705).
Deceduto a Genova nel corso del 1734, fu sepolto nella chiesa di San Francesco di Castelletto. Ebbe come sposa Maria Grimaldi.